# Ettore Marchiafava
Ettore Marchiafava (ur. 3 lipca 1847 w Rzymie, zm. 22 października 1935 w Rzymie) – włoski lekarz i zoolog, badacz malarii.

## Życiorys
Ettore Marchiafava był osobistym lekarzem trzech papieży i członków dynastii sabaudzkiej, senatorem i profesorem anatomii patologicznej na Uniwersytecie Sapienza. Przez jedenaście lat, od 1880 do 1891, intensywnie badał malarię. Razem z Angelo Cellim w 1880 badał nowo odkrytego przez Laverana pierwotniaka, znajdując go we krwi wielu pacjentów z malarią, i rozpoznał kilka stadiów rozwoju pasożyta. Marchiafava i Celli nazwali nowy mikroorganizm Plasmodium. Marchiafava napisał prace poświęcone malarii: "Sulle febbri malariche estivo-autunnali" (1892), i "La infezione malarica" (1902). W 1884, ponownie z Angelo Cellim, po raz pierwszy zaobserwował Gram-ujemne dwoinki w płynie mózgowo-rdzeniowym pacjentów z zapaleniem opon mózgowo-rdzeniowych. Dwoinki nazwał Neisseria meningitidis i rozpoznał go prawidłowo jako czynnik zapalenia opon mózgowo-rdzeniowych, ale jego odkrycie uznano dopiero w 1887, gdy Anton Weichselbaum wyizolował bakterie u sześciu pacjentów z zapaleniem opon mózgowych i ustanowił odrębny gatunek bakterii. Marchiafava opisał jako pierwszy histopatologię kiłowego zapalenia tętnic mózgu. W 1903 roku, razem z Amico Bignamim, opublikował pełny opis zespołu psychotycznego u alkoholików, którego jedna forma znana jest do dziś jako zespół Marchiafavy-Bignamiego. Był jednym z pierwszych patologów podnoszących znaczenie miażdżycy tętnic wieńcowych w patogenezie zawału mięśnia sercowego. Badał też nefropatie i opisał streptokokowe zapalenie kłębuszków nerkowych. W 1931 opisał napadową nocną hemoglobinurię, a jedna z rzadkich postaci tej choroby określana jest niekiedy jako zespół Strübinga-Marchiafavy-Micheliego.

## Odznaczenia
- Order Sabaudzki Cywilny[1]
- Order Świętych Maurycego i Łazarza I, II, III i IV klasy[1]
- Order Korony Włoch I, II, III, IV i V klasy[1]

## Wybrane prace
- Marchiafava E, Cuboni G. Nuovi studî sulla natura della malaria. Rome, 1881.
- Marchiafava E, Celli A. Weitere Untersuchungen über die Malariainfection. Fortschritte der Medicin 3, 787-806 (1885)
- Sul parasita delle febbre gravi estivo-autunnali. Rome, 1889.
- Marchiaava E, Celli A. Über die Malariafieber Roms. Berlin, 1890.
- Marchiafava E, Bignami A. Sulle febbre malariche estivo-automnali. Rome, E. Loescher, 1892.
- Marchiafava E, Bignami A. La infezione malarica. Milano, 1903 (2 ed 1931)
- La perniciositè della malaria. Rome, 1928
- La credità in patologia. Torino, 1930
- The degeneration of the brain in chronic alcoholism. Proceedings of the Royal Society of Medicine, 1933 PDF